# Élections législatives de 1914 dans les Côtes-du-Nord
Les élections législatives  dans les Côtes-du-Nord ont lieu les dimanche 26 avril 1914 et 10 mai 1914. Elles ont pour but d'élire les députés représentant le département à la Chambre des députés pour un mandat de quatre années.

## Élections partielles (1910-1914)

### 2ecirconscription de Saint-Brieuc (1913)
Guillaume Limon (Action libérale) est élu sénateur le 20 octobre 1912, il démissionne donc de son siège de député.
Charles Meunier-Surcouf (Action libérale) est élu lors de la partielle du 4 mai 1913 avec 10 004 voix contre 5 554 à Julien Saintilan (Radical) sur 18 940 votants.

## Députés sortants
| Députés | Députés                 | Parti                           | Fonctions lors de l'élection en 1910                                 |
| ------- | ----------------------- | ------------------------------- | -------------------------------------------------------------------- |
|         | Charles Baudet          | Radical-socialiste              | Conseiller général et maire de Caulnes. Médecin.                     |
|         | Gustave de Kerguezec    | Socialiste ind.                 | Conseiller général et maire de Tréguier. Propriétaire et Publiciste. |
|         | Pierre Even             | Socialiste ind.                 | Conseiller général de Plouaret, maire du Vieux-Marché. Médecin.      |
|         | Louis Turmel            | Radical                         | Conseiller général et maire de Loudéac. Avocat.                      |
|         | Louis Armez             | Radical                         | Conseiller général de Paimpol, maire de Plourivo. Ingénieur.         |
|         | Paul Le Troadec         | Radical ind.-Féd. des gauches   | Conseiller général et maire de Lézardrieux. Agriculteur.             |
|         | Eugène Mando            | Rép. de gauche-Féd. des gauches | Conseiller général de Plouguenast.                                   |
|         | Louis de Chappedelaine  | Action libérale                 | Conseiller général de Jugon-les-Lacs, maire de Plénée-Jugon. Avocat. |
|         | Charles Meunier-Surcouf | Action libérale                 | Adjoint au maire de Saint-Brieuc. Industriel.                        |

## Mode de scrutin
L'élection se fait au scrutin d'arrondissement, soit un mode uninominal majoritaire à deux tours.
La circonscription pour l'élection est l'arrondissement.
Le scrutin est individuel, chaque arrondissement élisant un député.
Les arrondissements qui ont plus de cent mille habitants sont divisés. Dans ce cas on élit un député par circonscription électorale.

### Seul l'arrondissement de Loudéac n'est pas divisé en deux.
L'article 18 précise qu'il faut réunir pour être élu au premier tour :
1. La majorité absolue des suffrages exprimés ;
2. Un nombre de suffrages égal au quart des électeurs inscrits.

Au deuxième tour la majorité relative suffit. En cas d'égalité c'est le plus âgé qui est élu.

## Résultats

### Arrondissement de Dinan

#### 1recirconscription
Dinan-1 regroupe les cantons de Dinan-Ouest, Dinan-Est, Évran, Ploubalay et de Caulnes.
| Candidats      | Candidats             | Étiquette          | Premier tour | Premier tour |
| Candidats      | Candidats             | Étiquette          | Voix         | %            |
| -------------- | --------------------- | ------------------ | ------------ | ------------ |
|                | Charles Baudet *      | Radical-socialiste | 6 202        | 53,01        |
|                | Eugène Rosse-Lenouvel | Progressiste       | 5 391        | 46,08        |
|                | Émile Roullier        | SFIO               | 106          | 0,91         |
|                |                       |                    |              |              |
| Inscrits       | Inscrits              | Inscrits           | 15 949       | 100,00       |
| Votants        | Votants               | Votants            | 11 851       | 74,31        |
| Abstention     | Abstention            | Abstention         | 4 098        | 25,69        |
| Blancs et nuls | Blancs et nuls        | Blancs et nuls     | 152          | 1,28         |
| Exprimés       | Exprimés              | Exprimés           | 11 699       | 98,72        |

*sortant

#### 2ecirconscription
Dinan-2 regroupe les cantons de Broons, Jugon-les-Lacs, Matignon, Plancoët et de Plélan-le-Petit.
| Candidats      | Candidats                | Étiquette       | Premier tour | Premier tour |
| Candidats      | Candidats                | Étiquette       | Voix         | %            |
| -------------- | ------------------------ | --------------- | ------------ | ------------ |
|                | Louis de Chappedelaine * | Action libérale | 9 108        | 67,93        |
|                | Alfred Le Chatelier      | Radical         | 4 301        | 32,07        |
|                |                          |                 |              |              |
| Inscrits       | Inscrits                 | Inscrits        | 17 056       | 100,00       |
| Votants        | Votants                  | Votants         | 13 614       | 79,82        |
| Abstention     | Abstention               | Abstention      | 3 442        | 20,18        |
| Blancs et nuls | Blancs et nuls           | Blancs et nuls  | 201          | 1,48         |
| Exprimés       | Exprimés                 | Exprimés        | 13 413       | 98,52        |

*sortant

### Arrondissement de Guingamp

#### 1recirconscription
Guingamp-1 regroupe les cantons de Bégard, Belle-Isle-en-Terre, Guingamp, Plouagat et de Pontrieux.
| Candidats      | Candidats              | Étiquette                             | Premier tour | Premier tour |
| Candidats      | Candidats              | Étiquette                             | Voix         | %            |
| -------------- | ---------------------- | ------------------------------------- | ------------ | ------------ |
|                | Gustave de Kerguezec * | Républicain socialiste                | 7 308        | 60,09        |
|                | Louis Olliver-Henry    | Rép. de gauche-Fédération des gauches | 4 854        | 39,91        |
|                |                        |                                       |              |              |
| Inscrits       | Inscrits               | Inscrits                              | 15 774       | 100,00       |
| Votants        | Votants                | Votants                               | 12 357       | 78,34        |
| Abstention     | Abstention             | Abstention                            | 3 417        | 21,66        |
| Blancs et nuls | Blancs et nuls         | Blancs et nuls                        | 195          | 1,58         |
| Exprimés       | Exprimés               | Exprimés                              | 12 162       | 98,42        |

*sortant

#### 2ecirconscription
Guingamp-2 regroupe les cantons de Bourbriac, Callac, Maël-Carhaix, Rostrenen et de Saint-Nicolas-du-Pélem.
| Candidats      | Candidats                      | Étiquette      | Premier tour | Premier tour |
| Candidats      | Candidats                      | Étiquette      | Voix         | %            |
| -------------- | ------------------------------ | -------------- | ------------ | ------------ |
|                | Louis Turmel *                 | Radical        | 6 942        | 50,95        |
|                | Félix Le Héno ("Jacques Dhur") | Progressiste   | 6 684        | 49,05        |
|                |                                |                |              |              |
| Inscrits       | Inscrits                       | Inscrits       | 17 931       | 100,00       |
| Votants        | Votants                        | Votants        | 13 923       | 77,65        |
| Abstention     | Abstention                     | Abstention     | 4 008        | 22,35        |
| Blancs et nuls | Blancs et nuls                 | Blancs et nuls | 297          | 2,13         |
| Exprimés       | Exprimés                       | Exprimés       | 13 626       | 97,87        |

*sortant

### Arrondissement de Lannion

#### 1recirconscription
Lannion-1 regroupe les cantons de Lannion, Plestin-les-Grèves et de Plouaret.
| Candidats      | Candidats                        | Étiquette              | Premier tour | Premier tour |
| Candidats      | Candidats                        | Étiquette              | Voix         | %            |
| -------------- | -------------------------------- | ---------------------- | ------------ | ------------ |
|                | Pierre Even *                    | Républicain socialiste | 4 936        | 51,06        |
|                | Charles Huon de Penanster (fils) | Monarchiste            | 4 732        | 48,94        |
|                |                                  |                        |              |              |
| Inscrits       | Inscrits                         | Inscrits               | 13 019       | 100,00       |
| Votants        | Votants                          | Votants                | 10 031       | 77,05        |
| Abstention     | Abstention                       | Abstention             | 2 988        | 22,95        |
| Blancs et nuls | Blancs et nuls                   | Blancs et nuls         | 363          | 3,62         |
| Exprimés       | Exprimés                         | Exprimés               | 9 668        | 96,38        |

*sortant

#### 2ecirconscription
Lannion-2 regroupe les cantons de Lézardrieux, Perros-Guirrec, La Roche-Derrien et de Tréguier.
| Candidats      | Candidats         | Étiquette      | Premier tour | Premier tour |
| Candidats      | Candidats         | Étiquette      | Voix         | %            |
| -------------- | ----------------- | -------------- | ------------ | ------------ |
|                | Paul Le Troadec * | Radical ind.   | 8 094        | 81,02        |
|                |                   |                |              |              |
| Inscrits       | Inscrits          | Inscrits       | 14 775       | 100,00       |
| Votants        | Votants           | Votants        | 9 940        | 67,28        |
| Abstention     | Abstention        | Abstention     | 4 835        | 32,72        |
| Blancs et nuls | Blancs et nuls    | Blancs et nuls | 1 846        | 19,98        |
| Exprimés       | Exprimés          | Exprimés       | 8 094        | 81,02        |

*sortant

### Arrondissement de Loudéac
L’arrondissement de Loudéac regroupait les cantons de La Chèze, Collinée, Corlay, Gouarec, Loudéac, Merdrignac, Mûr-de-Bretagne, Plouguenast et d'Uzel.
| Candidats      | Candidats       | Étiquette                       | Premier tour | Premier tour |
| Candidats      | Candidats       | Étiquette                       | Voix         | %            |
| -------------- | --------------- | ------------------------------- | ------------ | ------------ |
|                | Eugène Mando *  | Rép. de gauche-Féd. des gauches | 11 059       | 90,26        |
|                | Frédéric Trémel | SFIO                            | 1 193        | 9,74         |
|                |                 |                                 |              |              |
| Inscrits       | Inscrits        | Inscrits                        | 23 747       | 100,00       |
| Votants        | Votants         | Votants                         | 16 934       | 71,31        |
| Abstention     | Abstention      | Abstention                      | 6 813        | 28,69        |
| Blancs et nuls | Blancs et nuls  | Blancs et nuls                  | 4 682        | 27,65        |
| Exprimés       | Exprimés        | Exprimés                        | 12 252       | 72,35        |

*sortant

### Arrondissement de Saint-Brieuc

#### 1recirconscription
Saint-Brieuc-1 regroupait les cantons de Châtelaudren, Étables, Lanvollon, Paimpol, Plouha et de Saint-Brieuc-Nord.
| Candidats      | Candidats      | Étiquette       | Premier tour | Premier tour |
| Candidats      | Candidats      | Étiquette       | Voix         | %            |
| -------------- | -------------- | --------------- | ------------ | ------------ |
|                | Louis Armez *  | Radical         | 10 149       | 96,95        |
|                | Paul Boyer     | Socialiste ind. | 319          | 3,05         |
|                |                |                 |              |              |
| Inscrits       | Inscrits       | Inscrits        | 23 010       | 100,00       |
| Votants        | Votants        | Votants         | 13 646       | 59,31        |
| Abstention     | Abstention     | Abstention      | 9 364        | 40,69        |
| Blancs et nuls | Blancs et nuls | Blancs et nuls  | 3 178        | 23,29        |
| Exprimés       | Exprimés       | Exprimés        | 10 468       | 76,71        |

*sortant

#### 2ecirconscription
Saint-Brieuc-2 regroupait les cantons de Lamballe, Moncontour, Pléneuf, Plœuc, Quintin et de Saint-Brieuc-Midi.
| Candidats      | Candidats                 | Étiquette       | Premier tour | Premier tour |
| Candidats      | Candidats                 | Étiquette       | Voix         | %            |
| -------------- | ------------------------- | --------------- | ------------ | ------------ |
|                | Charles Meunier-Surcouf * | Action libérale | 10 772       | 58,90        |
|                | Julien Saintillan         | Radical         | 7 517        | 41,10        |
|                |                           |                 |              |              |
| Inscrits       | Inscrits                  | Inscrits        | 24 352       | 100,00       |
| Votants        | Votants                   | Votants         | 18 567       | 76,24        |
| Abstention     | Abstention                | Abstention      | 5 785        | 23,76        |
| Blancs et nuls | Blancs et nuls            | Blancs et nuls  | 278          | 1,50         |
| Exprimés       | Exprimés                  | Exprimés        | 18 289       | 98,50        |

*sortant

## Députés élus
| Députés | Députés                   | Parti                           | Fonctions lors de l'élection en 1914                                 |
| ------- | ------------------------- | ------------------------------- | -------------------------------------------------------------------- |
|         | Charles Baudet *          | Radical-socialiste              | Conseiller général et maire de Caulnes. Médecin.                     |
|         | Gustave de Kerguezec *    | Socialiste ind.                 | Conseiller général et maire de Tréguier. Propriétaire et Publiciste. |
|         | Pierre Even *             | Socialiste ind.                 | Conseiller général de Plouaret, maire du Vieux-Marché. Médecin.      |
|         | Louis Turmel *            | Radical                         | Conseiller général et maire de Loudéac. Avocat.                      |
|         | Louis Armez *             | Radical                         | Conseiller général de Paimpol, maire de Plourivo. Ingénieur.         |
|         | Paul Le Troadec *         | Radical ind.-Féd. des gauches   | Conseiller général et maire de Lézardrieux. Agriculteur.             |
|         | Eugène Mando*             | Rép. de gauche-Féd. des gauches | Conseiller général de Plouguenast.                                   |
|         | Louis de Chappedelaine *  | Action libérale                 | Conseiller général de Jugon-les-Lacs, maire de Plénée-Jugon. Avocat. |
|         | Charles Meunier-Surcouf * | Action libérale                 | Adjoint au maire de Saint-Brieuc. Industriel.                        |